# One (album)
One – album studyjny amerykańskiego wokalisty i multiinstrumentalisty Neala Morse’a. Muzyka na płycie została utrzymana w stylistyce rocka progresywnego. Wydawnictwo ukazało się 2 listopada 2004 roku nakładem wytwórni muzycznych Radiant Records, InsideOut Music, SPV GmbH i Metal Blade Records.

## Lista utworów
Opracowano na podstawie materiału źródłowego.
| CD 1 1. "The Creation" - 18:23 1. "One Mind" 2. "In a Perfect Light" 3. "Where Are You?" 4. "Reaching From the Heart" 2. "The Man’s Gone" - 2:51 3. "Author of Confusion" - 9:31 4. "The Separated Man" - 17:59 1. "I'm in a Cage" 2. "I Am the Man" 3. "The Man’s Gone (Reprise)" 4. "Something Within Me Remembers" 5. "Cradle to the Grave" - 4:56 6. "Help Me/The Spirit and the Flesh" - 11:14 7. "Father of Forgiveness" - 5:47 8. "Reunion" - 9:11 1. "No Separation" 2. "Grand Finale" 3. "Make Us One" |  | CD 2 (bonus) 1. "Back to the Garden" - 4:26 2. "Nothing to Believe" - 3:29 3. "Cradle to the Grave (Neal's vocal)" - 4:55 4. "King Jesus" - 4:48 5. "What Is Life?" (George Harrison) – 4:28 6. "Where the Streets Have No Name" (U2) – 5:46 7. "Day After Day" (Badfinger) – 3:25 8. "Chris CarMichael’s Aria" - 1:07 9. "I'm Free/Sparks" (The Who) – 6:36 |

## Twórcy
Opracowano na podstawie materiału źródłowego.
| - Mike Portnoy – perkusja, instrumenty perkusyjne - Randy George – gitara basowa - Thomas Ewerhard - oprawa graficzna - Aaron Marshall, Chris Carmichael, Missy Hale – wokal wspierający - Hannah Vanderpool - wiolonczela - Dave Jacques - kontrabas - Jerry Guidroz - inżynieria dźwięku - Michael Thurman - waltornia - Ken Love - mastering - Rich Mouser - miksowanie |  | - Neal Morse – wokal prowadzący, gitara, produkcja muzyczna, instrumenty klawiszowe - Phil Keaggy – wokal prowadzący, gitara - Glenn Caruba - instrumenty perkusyjne - Barry Nothstine, Chaz Thompson, Joey Pippin, Getty Images - zdjęcia - Jim Hoke - saksofon - Bill Huber - puzon - Neil Rosengarden - trąbka - Chris Carmichael - altówka, skrzypce - Rachel Rigdon - skrzypce - Gene Miller, Rick Altizer – wokal wspierający |